# Сауд ібн Абд ал-Азіз
Сауд ібн Абд ал-Азіз (араб. سعود بن عبدالعزيز; нар. 1898 — 1920) — 12-й емір Джебель-Шаммара в 1908—1920 роках. Відомий як Сауд II.

## Життєпис
Походив з династії Аль-Рашид. Молодший син еміра Абд ал-Азіза. Народився 1898 року. У грудні 1906 року його трьох старших братів, зокрема еміра Мітаба, було вбито внаслідок змови родичів. Лише Сауд диво врятувався, його вивіз до Медини вуйко Хамуд ас-Субхан.
Сауда визнав еміром османський уряд, що надсилав Саудові гроші. У вересні 1908 року Хамдан ас-Субхан вбив еміра Сауда I ібн Хаммуда. За цим перевіз Сауда ібн Абд ал-Азіза до Хаїля, столиці Джебель-Шаммари, де оголосив новим еміром. Втім фактичну владу отримав Хамдан, що став регентом. Для зміцнення свого становища той узяв за дружину сестру еміра Сауда, проте це не врятувало його від насильницької смерті через кілька місяців — напочатку 1909 року. Владу захопив Заміль ас-Субхан, який одружився з матір'ю еміра. Після загибелі останнього через кілька років фактичну владу отримала бабуся еміра Фатіма бінт Заміль аль-Сабхан. Всі ці роки емірат повільно згасав, незважаючи на підтримку Османської імперії, а його піддані поступово переходили на бік Абд ал-Азіза ібн Сауда.
1914 року Сауд нарешті зумів перебрати повноту влади. Невдовзі виступив проти еміра Абд ал-Азіза ібн Сауда, якому 24 січня 1915 року у битві біля оз. Джарраб (північний західНеджду) завдав поразки. Цим частково відновив престижи Джебель-Шаммара. Водночас проти Саудитів повстало плем'я адман.
З початком Арабського повстання 1916 року емір Сауд зберіг союз з османським султаном, отримуючи допомогу зброєю. Головною причиною стало те, що його вороги були союзниками Великої Британії. Становище еміра Сауда погіршилося у 1918 році, коли Османська імперія відповідно до Мудроського перемир'я капітулювала.
У 1919 році візир Сауд ас-Субхан втік до Ез-Зубайра, а його місце зайняв якийсь Аккаб ібн Іджль, який почав шукати контакти з Саудитами. Наприкінці березня 1920 року емір Сауд ібн Абд аль-Азіз був убитий троюрідним небожем Абдаллахом ібн Талялем (онуком Наєфа, сина еміра Таляля), якого у свою чергу застрелив один із слуг еміра. Влада перейшла до небожа Сауда — Абдаллаха ібн Мітаба.